# Daniel Schlager
Daniel Schlager (Hügelsheim, 8 december 1989) is een Duits voetbalscheidsrechter. Hij is in dienst van FIFA en UEFA sinds 2022. Ook leidt hij sinds 2018 wedstrijden in de Bundesliga.
Op 16 september 2018 leidde Schlager zijn eerste wedstrijd in de Duitse nationale competitie. Tijdens het duel tussen Werder Bremen en 1. FC Nürnberg (1–1) trok de leidsman tweemaal de gele kaart. Zijn eerste interland floot hij op 25 maart 2022, toen Luxemburg met 1–3 verloor van Noord-Ierland in een vriendschappelijke wedstrijd. Marvin Martins scoorde voor Luxemburg, de tegengoals kwamen van Josh Magennis, Steve Davis en Gavin Whyte. Tijdens dit duel gaf Schlager drie gele kaarten, aan de Luxemburgers Maxime Chanot en Leandro Barreiro en aan de Noord-Ier Dion Charles.

## Interlands
| Datum             | Plaats                  | Wedstrijd                  | Uitslag | Competitie             | Kreeg geel | Kreeg voor de tweede keer geel en dus rood | Weggestuurd |
| ----------------- | ----------------------- | -------------------------- | ------- | ---------------------- | ---------- | ------------------------------------------ | ----------- |
| 25 maart 2022     | Luxemburg, Luxemburg    | Luxemburg – Noord-Ierland  | 1 – 3   | Vriendschappelijk      | 3          | 0                                          | 0           |
| 27 maart 2023     | Chișinău, Moldavië      | Moldavië – Tsjechië        | 0 – 0   | EK 2024 kwalificatie   | 3          | 0                                          | 0           |
| 10 september 2023 | Astana, Kazachstan      | Kazachstan – Noord-Ierland | 1 – 0   | EK 2024 kwalificatie   | 8          | 0                                          | 0           |
| 17 november 2024  | Skopje, Noord-Maceconië | Noord-Macedonië – Faeröer  | 1 – 0   | Nations League 2024/25 | 6          | 0                                          | 0           |

Laatst bijgewerkt op 19 november 2024.